# Акнистский район
Акнистский район (латыш. Aknīstes rajons) — бывший административный район Латвийской ССР.

## История
Элейский район был образован Указом Президиума Верховного Совета Латвийской ССР от 31 декабря 1949 года из
Элкшньской, Засской и части Дигнайской волости Екабпилсского уезда, города Субате, Акнистской, Асарской, Гарсенской, Сусейской, Рубенской, Продской и Бебренской волостей Илукстского уезда.
Район состоял из города Субате и Айзпорского, Акнистского, Асарского, Берзонского, Бирзниекского, Дигнайского, Дунавского, Эглонского, Элкшньского, Гарсенского, Калдабруньского, Комьяуниешеского, Лиепского, Межциемсского, Номавского, Паупского, Рубенского, Силского, Слатского, Сусейского, Варкавского, Вецумского, Засского сельских советов. Районным центром был рабочий посёлок Акнисте.
21 февраля 1950 года Акнисте был придан статус рабочего посёлка. 17 июля 1951 года были ликвидированы Акнистский, Лиепский и Варкавский сельские советы, их территории были распределены соответственно между Межциемсским, Засским и Асарским сельскими советами. 14 июня та же участь постигла Айзпорский, Берзонский, Бирзниекский, Эглоньский, Калдабруньский, Номавский, Паупский, Силский и вецумский сельсоветы. Их территории поделили между собой Сусейский, Засский, Комьяуниешеский, Дунавский, Рубенский, Элкшньский, Межциемсский, Слатский и Гарсенский сельсоветы. Дигнайский сельсовет был переподчинён Екабпилсскому району.
С 1952 по 1953 годы Акнистский район входил в состав Даугавпилсской области. После ликвидации района 7 декабря 1956 года части его территории были включены в состав Илукстского и Екабпилсского районов. На момент ликвидации в районе был город Субате, посёлок городского типа Акнисте и десять сельских советов: Асарский, Дунавский, Элкшньский, Гарсенский, Комьяуниешеский, Межциемсский, Рубенский, Слатский, Сусейский, Засский.

## СМИ
В районе в 1950—1956 годах на латышском языке издавалась газета «Аknistes Komunārs» (Акнистский коммунар).